# 1977년 대한민국의 영화
다음은 1977년에 대한민국의 영화에 관한 서술한다.

## 흥행 주요 기록
흥행 당시에 방화 1위는 〈겨울여자〉가 한국 영화 사상 최초로 관객수 58만5천명을 넘었다. <고교얄개>가 그 다음으로 25만 8천명을 넘었다.

## 이벤트 및 수상
- 제13회 한국 연극 영화 TV 예술상
- 제16회 대종상 영화제
- 제1회 황금촬영상

## 같이 보기
- 1977년 영화
- 대한민국의 영화